# Velko Velev
Velko Ivanov Velev (in bulgaro Велко Иванов Велев?; Vladaya, 4 gennaio 1948) è un ex discobolo bulgaro.

## Palmarès
| Anno | Manifestazione | Sede     | Evento           | Risultato | Misura  | Note |
| ---- | -------------- | -------- | ---------------- | --------- | ------- | ---- |
| 1976 | Olimpiadi      | Montréal | Lancio del disco | 10º       | 60,94 m |      |
| 1980 | Olimpiadi      | Mosca    | Lancio del disco | 8º        | 63,04 m |      |